# Koerlandse Gambia
De Koerlandse Gambia (Duits: Gambia, Lets: Gambija) was een kolonie van Koerland die bestond uit twee forten op de oever van de rivier de Gambia en één fort op het eiland Sint-Andreas in de monding van de rivier. De Koerse hertog Jacob Kettler voerde een actieve kolonisatie- en handelspolitiek en om te kunnen profiteren van de opkomende slavenhandel liet hij in Gambia een kolonie stichten.
Op 25 oktober 1651 kwam het Koerse schip Krokodil onder leiding van kapitein Pieter Schulte aan in de Gambia. De Koerlanders bouwden drie forten: op Sint-Andreas werd Fort Jacob gesticht, Fort Jillifree (Juffure) op de noordelijke oever van de rivier en Fort Bayona (Banjul) op het eiland Sint-Maria.
Toen in 1655 de Noordse Oorlog uitbrak, werd het voor de Koerlanders moeilijk om hun koloniën te blijven bevoorraden. Jacob Kettler werd in 1658 door de Zweden gevangengenomen, en de Koerse koloniën gingen verloren. Gambia werd vanaf 4 februari 1659 bezet door Nederland en na 1661 door de Engelsen, die Sint-Andreas hernoemden tot James Island en Fort Jacob tot Fort James. Op 17 november 1664 droeg Koerland formeel zijn bezittingen in Gambia over aan Engeland.
Nieuw-Koerland · Koerlandse Gambia